# Русановка (Рязанская область)
Руса́новка — деревня в Сасовском районе Рязанской области России.
Входит в состав Гавриловского сельского поселения.

## Географическое положение
Деревня находится в северо-западной части Сасовского района, в 22 км к северо-западу от райцентра.
Ближайшие населённые пункты:
- село Свищёво в 8 км к северо-востоку по асфальтированной и грунтовой дороге;
- село Любовниково в 5 км к востоку по асфальтированной дороге;
- деревня Елизаветовка в 4,5 км к юго-востоку по грунтовой дороге;
- село Каргашино в 6 км к югу по грунтовой дороге;
- село Мокрое в 4,5 км к юго-западу по грунтовой дороге;
- село Мокрая Хохловка в 7,5 км к северо-западу по грунтовой дороге.

Ближайшая железнодорожная станция Сасово в 23 км к юго-востоку по асфальтированной дороге.

## Природа

### Климат
Климат умеренно континентальный с умеренно жарким летом (средняя температура июля +19 °С) и относительно холодной зимой (средняя температура января −11 °С). Осадков выпадает около 600 мм в год.

## История

### Административно-территориальное деление
С 1861 г. деревня Русаново входила в Каргашинскую волость Елатомского уезда Тамбовской губернии.
С 2004 г. и до настоящего времени входит в состав Гавриловского сельского поселения.
До этого момента входила в Любовниковский сельский округ.

## Население
| 1981 | 1989 | 2010 |
| ---- | ---- | ---- |
| 160  | ↘74  | ↘18  |

## Инфраструктура

### Дорожная сеть
Деревня связана с сетью дорог асфальтированным подъездом.

### Транспорт
Маршруты общественного транспорта отсутствуют.

### Инженерная инфраструктура
Электроэнергию деревня получает по тупиковой ЛЭП 10 кВ от подстанции 35/10 кВ «Каргашино», находящейся в селе Каргашино.